# William Cavendish-Bentinck, 3. Duke of Portland

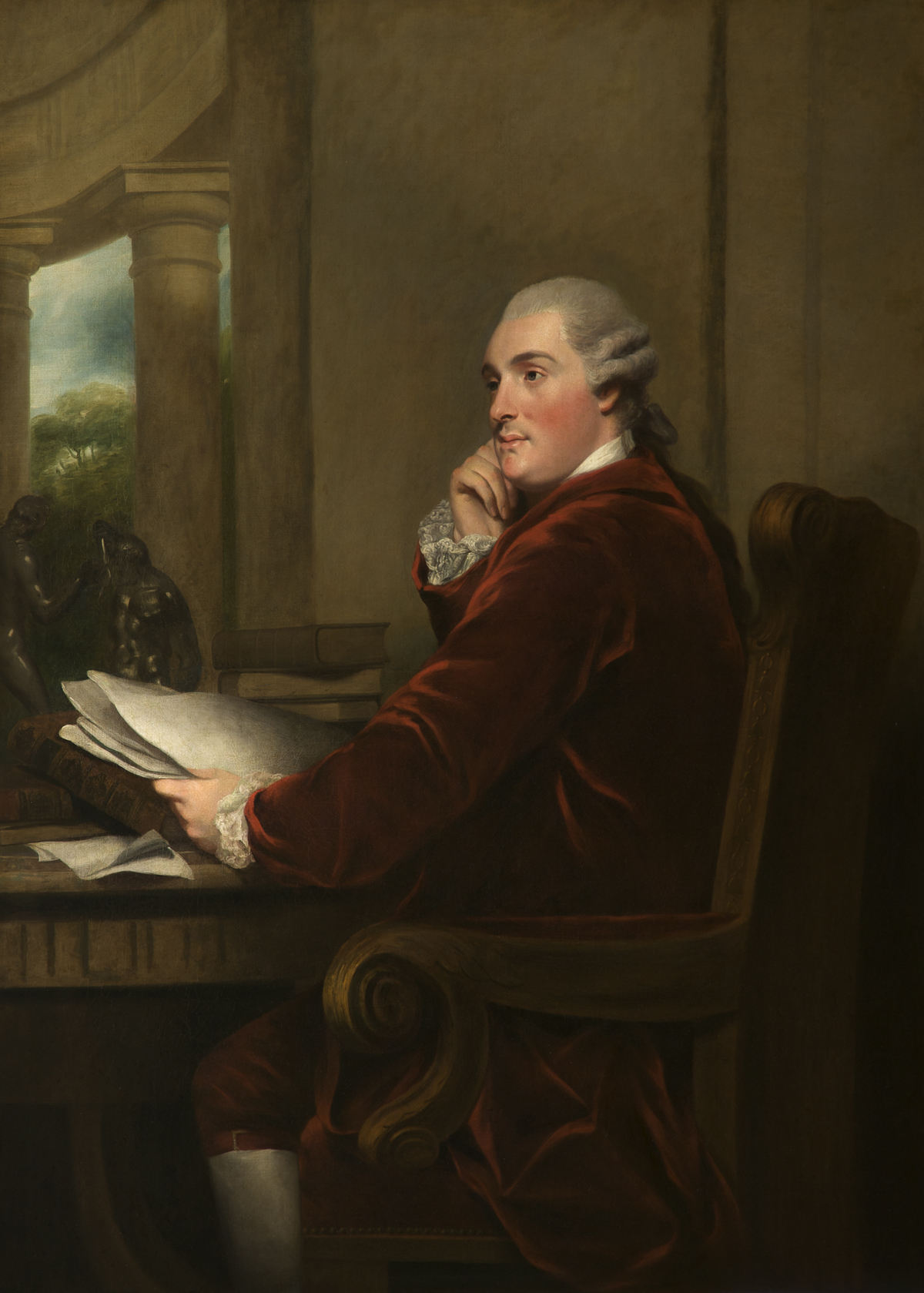
William Bentinck, 3. Duke of Portland 1782

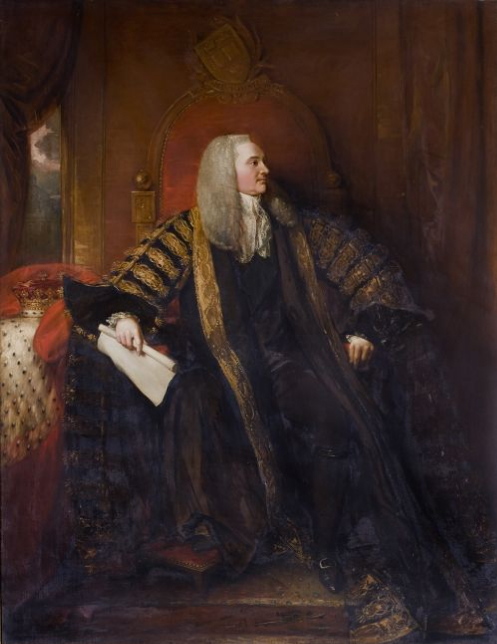
Gemälde von Benjamin West, 1804

Wappen des William Cavendish-Bentinck, 3. Duke of Portland

William Henry Cavendish-Bentinck, 3. Duke of Portland (* 14. April 1738 in Nottinghamshire; † 30. Oktober 1809 in Bulstrode, Buckinghamshire), war ein britischer Politiker der Whigs und der Tories und 1783 sowie von 1807 bis 1809 Premierminister.

## Leben
Er wurde mit dem Namen William Henry Bentinck als ältester Sohn von William Bentinck, 2. Duke of Portland und Margaret Harley geboren. Als Heir apparent seines Vaters führte er bis 1762 den Höflichkeitstitel Marquess of Titchfield. Später ergänzte er seinen Familiennamen mit Royal Licence vom 5. Oktober 1801 zu Cavendish-Bentinck und ergänzte sein Wappen um das jener Familie.
Er wurde an der Westminster School erzogen und schloss 1757 sein Studium am Christ Church College der University of Oxford als Master of Arts ab. 1761 wurde er als Abgeordneter für das Borough Weobley in Herefordshire ins House of Commons gewählt. Ein Jahr später zog er ins House of Lords ein, nachdem er beim Tod seines Vaters dessen Adelstitel als Duke of Portland geerbt hatte. Er stand der aristokratischen Whig-Partei von Charles Watson-Wentworth, 2. Marquess of Rockingham, nahe. So diente er in dessen erster Regierung (1765–1766) als Lord Chamberlain of the Household und danach, in Rockinghams zweiter Amtszeit (April–August 1782), als Lord Lieutenant of Ireland. Nach Rockinghams Tod gehörte er Regierung von William Petty, 2. Earl of Shelburne, nicht mehr an, da er ein Anhänger von Charles James Fox war.
Im April 1783 kam Bentinck als nomineller Kopf einer Koalitionsregierung ins Rampenlicht. Deren wahre Führer waren jedoch James Fox und Lord North. Er gehörte dieser Regierung als Lord of the Treasury an, bis sie im Dezember desselben Jahres zerfiel.
Wie viele andere konservative Whigs (unter ihnen Edmund Burke) empfand der Duke ein tiefes Unbehagen über die Französische Revolution. Er zerstritt sich mit Fox wegen dieses Problems und schloss sich 1794 Pitts Regierung als Innenminister an. Er gehörte dem Kabinett bis zu Pitts Tod 1806 an – von 1801 bis 1805 als Lord President of the Council, danach als Minister ohne Geschäftsbereich.
1794 wurde er in den Hosenbandorden aufgenommen.
Als Pitts Anhänger nach dem Sturz der „Regierung aller Talente“ im März 1807 wieder an die Macht kamen, war Bentinck wieder eine akzeptable Galionsfigur für eine zänkische Gruppe von Ministern wie George Canning, Lord Castlereagh, Lord Hawkesbury und Spencer Perceval.
Cavendish-Bentincks zweite Regierung erlebte die vollständige Isolation des Vereinigten Königreichs vom Kontinent (Kontinentalsperre durch Napoleon), aber auch den Anfang der Erholung, als der Spanische Befreiungskrieg begann. Im Herbst 1809 trat der Duke wegen seines schlechten Gesundheitszustands und wegen des skandalösen Duells zwischen Canning und Castlereagh zurück. Kurz darauf starb er.

## Trivia
Die Portlandvase ist nach seiner Familie benannt, der sie zeitweise gehörte.

## Ehe und Nachkommen

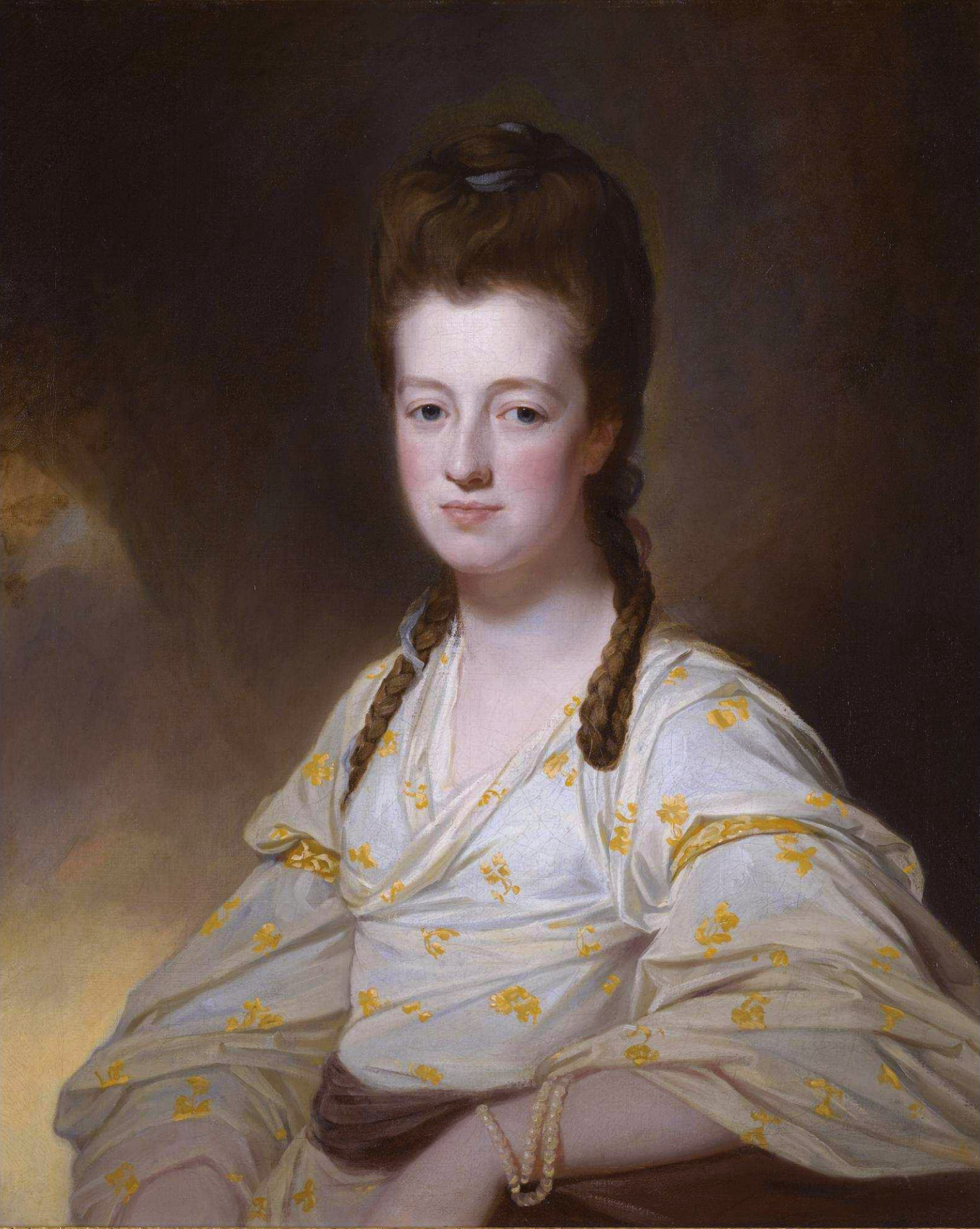
Dorothy Cavendish, seine Frau

Cavendish-Bentinck heiratete 1766 Lady Dorothy Cavendish (1750–1794), eine Tochter von William Cavendish, 4. Duke of Devonshire. Das Ehepaar hatte folgende Kinder:
- William Cavendish-Scott-Bentinck, 4. Duke of Portland (1768–1854)
- Lady Charlotte Cavendish-Bentinck (1773–1862) ⚭ 1793 Charles Greville
- Lord William Henry Cavendish-Bentinck (1774–1839)
- Lord William Charles Cavendish-Bentinck (1780–1826) ⚭ (1) 1808 Georgiana Seymour, ⚭ (2) 1816 Lady Anne Wellesley, Tochter des Richard Wellesley, 1. Marquess Wellesley
- Lord Frederick Cavendish-Bentinck (1781–1828) ⚭ 1820 Lady Mary Lowther, Tochter des William Lowther, 1. Earl of Lonsdale